# 天主教新疆宗座監牧區
天主教新疆宗座監牧區（Apostolica Praefectura Sinkiangensis；中國官方稱為：烏魯木齊教區）是天主教在中國新疆維吾爾族自治區設立的一個宗座監牧區。

## 概況
1938年5月21日，新疆自治傳教區升格為新疆宗座監牧區。1940年，新疆宗座監牧區信徒人數為738人、11個堂區、5位司鐸（5位修會司鐸）。教座位於新疆維吾爾族自治區烏魯木齊聖母無原罪主教座堂。宗座監牧自謝廷哲主教於2017年8月14日去世後，一直處於教座出缺狀態至今。

## 歷史
1320年，聖座從汗八里總教區劃出伊犁地區，成立伊犁教區。伊犁教區管轄當時蒙古帝國突厥斯坦地區。然而，伊犁教區於1330年取消。
1888年10月1日，從甘肅北境宗座代牧區劃出甘肅新疆省成立天主教伊犁自治傳教區，由聖母聖心會會士負責管理。但是，在1922年3月8日再合併回甘肅西境宗座代牧區。
1930年2月14日，從蘭州府宗座代牧區劃出新疆省，恢復新疆自治傳教區。由聖言會會士負責管理，任命盧裴德神父為傳教區神長。1938年5月21日升為新疆宗座監牧區，盧裴德神父留任宗座監牧。
1949年10月1日，中國共產黨在中國大陸地區建立中華人民共和國，並開始針對天主教進行宗教迫害及打壓，教會已經無法正常功能。1951年，盧裴德神父及其他外籍傳教士被驅逐出境。
於1991年11月25日，謝廷哲神父獲時任教宗若望保祿二世任命為新疆宗座監牧區宗座監牧。謝主教是新疆宗座監牧區教座出缺的22年後，再有宗座監牧就任。但是，中國政府一直拒絕承認其主教身份。謝主教曾於1994年秘密前赴羅馬，獲教宗若望保祿親自接見。2017年8月14日，謝廷哲主教在去世，自始宗座監牧區處於教座出缺狀態至今。
2021年2月19日，在伊寧市建於2000年的耶穌聖心教堂被政府下令拆除，但是聖堂已經獲得政府的所有許可。政府切斷聖堂的供水和供電，信徒亦已經先拿走聖堂內的物品。可是，政府仍沒有拆除聖堂。

## 歷任主教

### 伊犁傳教區神長
- 喬瓦尼·巴蒂斯塔·斯蒂尼曼神父,C.I.C.M.（1898年-1918年）：荷蘭籍
- 高東升神父,C.I.C.M.（1918年6月8日-1922年）：比利時籍

### 新疆傳教區神長
- 蘆裴德神父,S.V.D.（1931年11月20日-1938年5月21日）：德國籍[7]

### 新疆宗座監牧
- 蘆裴德神父,S.V.D.（1938年5月21日-1969年6月23日）：德國籍
- 教座從缺（1969年-1991年）
- 謝廷哲主教（1991年-2017年8月14日）秘密祝聖，中國政府拒絕承認。[5][8]
- 教座從缺（2017年-現在）